# Fredric March

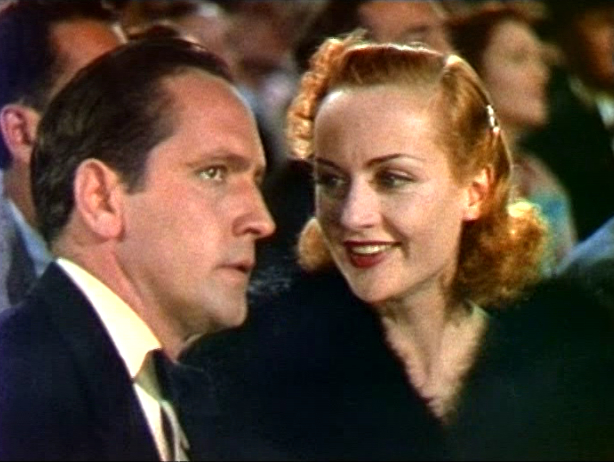
Fredric March i Carole Lombard a The Joyful Suicide

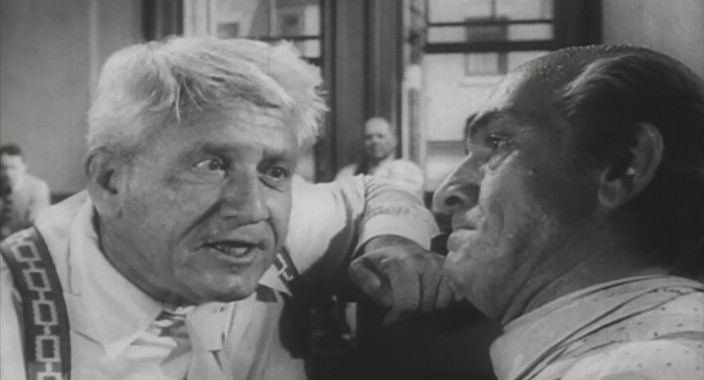
Spencer Tracy i Fredric March a L'herència del vent

Fredric March   (Racine, 31 d'agost de 1897 - Los Angeles, 14 d'abril de 1975) va ser un actor estatunidenc. Va guanyar l'Oscar al millor actor dues vegades, primer el 1931 per Doctor Jekyll and Mr. Hyde de Rouben Mamoulian i després el 1946 per Els millors anys de la nostra vida de William Wyler. També va ser nominat tres vegades més el 1931 per The Royal Family of Broadway, 1938 per A Star Is Born, i 1952 per La mort d'un viatjant.

## Carrera
Va començar la seva carrera com a empleat de banca abans de dirigir-se al cinema el 1921, prenent com a pseudònim el nom de soltera de la seva mare. Primer fent d'extra, va obtenir el seu primer paper important com a parella de Ruth Chatterton a The Dummy el 1929.
A partir de la dècada de 1930, March va ser una de les estrelles masculines més importants de Hollywood, rivalitzant amb Gary Cooper (a Threesome) i Cary Grant (a L'àliga i el falcó) el 1933, realitzant la seva interpretació de superproduccions signades Cecil B. DeMille, Rouben Mamoulian, Sidney Franklin i Lewis Milestone, especialitzant-se en personatges prestigiosos, herois de la literatura o la història: després dels seus memorables L'estrany cas del Dr. Jekyll i Mr. Hyde, l'actor va interpretar Benvenuto Cellini, Jean Valjean, Jean Lafitte, Cristòfor Colom, Filip II de Macedònia en el peplum Alexandre el Gran de Robert Rossen. Per a la televisió és el 1953 Don Joan - al costat de Joseph Schildkraut com el diable.
Amb contracte amb Paramount, March va protagonitzar mary... amb Greta Garbo Anna Karènina i Katharine Hepburn a Maria I d'Escòcia. Va guanyar dos èxits personals el 1936 i el 1937 amb Anthony Adverse, una saga d'aventures de Mervyn LeRoy al costat d'Olivia de Havilland (on va fer un paper a l'Errol Flynn), i al melodrama A star is born de William Wellman, també director de la famosa comèdia Nothing Sacred amb March i Lombard, que critica la hipocresia de la societat nord-americana.
Després de la guerra, el melodrama de William Wyler Els millors anys de la nostra vida (1946) li va valer crítiques elogioses i un altre Oscar al millor actor. Col·lecciona pel·lícules de prestigi: La mort d'un viatjant, adaptació d'Arthur Miller el 1951, Executive Suite de Robert Wise (1954) amb William Holden i Barbara Stanwyck, Man on a Tightrope d'Elia Kazan, Alexandre el Gran el 1956, I sequestrati di Altona de Vittorio de Sica (1962) de Jean-Paul Sartre, amb distribució internacional (Sophia Loren, Maximilian Schell...), L'herència del vent de Stanley Kramer que l'enfronta a Spencer Tracy, la pel·lícula de guerra The Bridges of Toko-Ri de Mark Robson, els thrillers 37 hores desesperades de William Wyler (1955) amb Humphrey Bogart i Seven Days in May de John Frankenheimer (1964), amb Burt Lancaster, Ava Gardner i Kirk Douglas. March també va treballar amb Martin Ritt per al western Hombre el 1967, on es va oposar a Paul Newman. Frankenheimer el va tornar a presentar a la seva darrera pel·lícula el 1973, The Iceman Cometh, basada en l'obra d'Eugene O'Neill, que va protagonitzar amb Lee Marvin, Robert Ryan i Jeff Bridges; March compara la seva interpretació amb la de Ben Gazzara.
A la televisió, l'actor va interpretar The Twentieth Century basat en l'obra de Ben Hecht, al costat de Lilli Palmer el 1949, The Royal Family el 1954, basat en l'obra d’Edna Ferber (24 anys després de la pel·lícula de Cukor), coprotagonitzada per Charles Coburn, Claudette Colbert i Helen Hayes, i dirigida per Alex Segal a Desengany (1956) basada en Sinclair Lewis i The Winslow Boy (1958) basada en Terence Rattigan; també interpreta a Anton Txékhov i narra Charles Dickens.

## Vida privada
Fredric March era el marit de Florence Eldridge amb qui va compartir el cartell de la pel·lícula Maria Estuard de John Ford.

## Filmografia
- 1921: The Great Adventure: Extra
- 1921: Paying the Piper: Extra
- 1921: The Devil: Extra
- 1921: The Education of Elizabeth: Extra
- 1929: The Dummy: Trumbull Meredith
- 1929: The Wild Party: James 'Gil’Gilmore
- 1929: The Studio Murder Mystery: Richard Hardell
- 1929: Paris Bound: Jim Hutton
- 1929: Jealousy: Pierre
- 1929: Footlights and Fools: Gregory Pyne
- 1929: The Marriage Playground: Martin Boyne
- 1930: Sarah and Son: Howard Vanning
- 1930: Paramount on Parade de Dorothy Arzner: Marine (The Montmartre Girl)
- 1930: Ladies Love Brutes: Dwight Howell
- 1930: True to the Navy: Bull's Eye McCoy
- 1930: Manslaughter: Dan O'Bannon
- 1930: Laughter: Paul Lockridge
- 1930: The Royal Family of Broadway: Tony Cavendish
- 1931: Honor Among Lovers: Jerry Stafford
- 1931: Night Angel: Rudek Berken
- 1931: My Sin: Dick Grady
- 1931: El Dr. Jekyll i el Sr. Hyde (Dr. Jekyll and Mr. Hyde): Dr. Henry L. Jekyll / Mr. Hyde
- 1932: Strangers in Love: Buddy Drake / Arthur Drake
- 1932: Merrily We Go to Hell: Jerry Corbett
- 1932: Make Me a Star: Cameo
- 1932: Smilin' Through, de Sidney Franklin: Kenneth Wayne
- 1932: The Sign of the Cross: Marcus Superbus
- 1933: Tonight Is Ours: Sabien Pastal
- 1933: L'àliga i el falcó (The Eagle and the Hawk): Jerry H. Young
- 1933: Design for Living: Thomas B. Chambers
- 1934: All of Me: Don Ellis
- 1934: Good Dame: Mace Townsley
- 1934: Death Takes a Holiday: Princep Sirki / Death
- 1934: The Affairs of Cellini : Benvenuto Cellini
- 1934: The Barretts of Wimpole Street, de Sidney Franklin: Robert Browning
- 1934: We Live Again, de Rouben Mamoulian: Prince Dmitri Nekhlyudov
- 1935: Les Misérables: Jean Valjean / Champmathieu
- 1935: Anna Karènina (Anna Karenina): Vronsky
- 1935: The Dark Angel, de Sidney Franklin: Alan Trent
- 1936: The Road to Glory : Tinent Michel Denet
- 1936: Maria Estuard (Mary of Scotland): Earl of Bothwell
- 1936: Anthony Adverse de Mervyn LeRoy: Anthony Adverse
- 1937: A Star Is Born: Norman Maine
- 1937: Nothing Sacred: Wally Cook
- 1938: The Buccaneer de Cecil B. DeMille: Jean Lafitte
- 1938: There Goes My Heart de Norman Z. McLeod: William Z. 'Bill’Spencer
- 1938: Trade Winds: Sam Wye
- 1940: Susan and God : Barrie Trexel
- 1940: Victory: Hendrik Heyst
- 1941: So Ends Our Night: Josef Steiner
- 1941: One Foot in Heaven: William Spence
- 1941: Bedtime Story: Lucius 'Luke' Drake
- 1942: M'he casat amb una bruixa (I Married a Witch): Jonathan Wooley / Nathaniel Wooley / Samuel Wooley / Wallace Wooley
- 1944: The Adventures of Mark Twain: Samuel Langhorne Clemens (Mark Twain)
- 1944: Tomorrow, the World!: Mike Frame
- 1946: Els millors anys de la nostra vida (The Best Years of Our Lives): Al Stephenson
- 1948: Another Part of the Forest de Michael Gordon Marcus Hubbard
- 1948: An Act of Murder: Jutge Calvin Cooke
- 1949: Christopher Columbus: Cristòfor Colom
- 1951: It's a Big Country: Joe Esposito
- 1951: La mort d'un viatjant (Death of a Salesman) de László Benedek: Willy Loman
- 1953: Man on a Tightrope: Karel Cernik
- 1954: Executive Suite (Executive Suite): Loren Phineas Shaw
- 1955: The Bridges at Toko-Ri de Mark Robson: RAdm. George Tarrant
- 1955: 37 hores desesperades (The Desperate Hours): Dan C. Hilliard
- 1956: Alexandre el Gran (Alexander the Great): Philip of Macedonia
- 1956: The Man in the Gray Flannel Suit: Ralph Hopkins
- 1959: Middle of the Night de Delbert Mann: Jerry Kingsley
- 1960: L'herència del vent (Inherit the Wind): Matthew Harrison Brady
- 1961: The Young Doctors: Dr. Joseph Pearson
- 1962: Sequestrati di Altona, de Vittorio de Sica: Albrecht von Gerlach
- 1964: Seven Days in May : President Jordan Lyman
- 1964: The Presidency: A Splendid Misery (TV): Narradorr
- 1967: Hombre de Martin Ritt: Dr. Alex Favor
- 1970: ...tick...tick...tick... de Ralph Nelson: Major Jeff Parks
- 1973: The Iceman Cometh de John Frankenheimer: Harry Hope

## Honors

### Premis
- 1932: Oscar al millor actor per El Dr. Jekyll i el Sr. Hyde de Rouben Mamoulian
- 1932: Copa Volpi al millor actor al Festival de Venècia per El Dr. Jekyll i el Sr. Hyde de Rouben Mamoulian
- 1946: Oscar al millor actor per Els millors anys de la nostra vida de William Wyler.
- 1960: Os de Plata al millor actor al Festival de Cinema de Berlín per Judici Scopes de Stanley Kramer

### Nominacions
- 1931: Oscar al millor actor per La família reial de Broadway
- 1938: Oscar al millor actor per A Star Is Born
- 1952: Oscar al millor actor per Death of a Salesman.